# Malpighia cauliflora
Malpighia cauliflora är en tvåhjärtbladig växtart som beskrevs av G.R. Proctor och J. Vivaldi. Malpighia cauliflora ingår i släktet Malpighia och familjen Malpighiaceae. Inga underarter finns listade i Catalogue of Life.